# Fijis Davis Cup-lag
Fijis Davis Cup-lag styrs av Fijis tennisförbund och representerar Fiji i tennisturneringen Davis Cup, tidigare International Lawn Tennis Challenge. Fiji debuterade i sammanhanget 1999, och slutade femma i Asien-Oceanienzonens Grupp IV samma år.